# Aleksandar Petrović

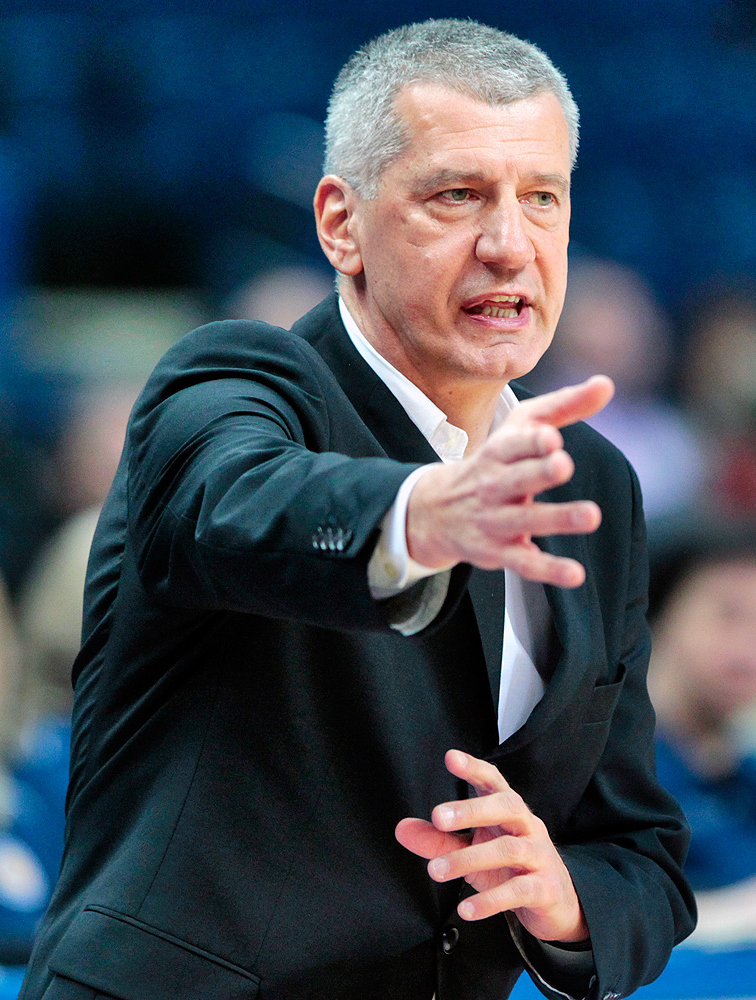

Aleksandar Petrović, född 16 februari 1959 i Šibenik, dåvarande Jugoslavien, är en kroatisk ( Jugoslavien i olympiska spelen   )basketspelare som tog OS-brons 1984 i Los Angeles. Han är äldre bror till basketspelaren Dražen Petrović. Idag är han coach för Bosnien och Hercegovinas herrlandslag i basket.